# سیارک ۳۱

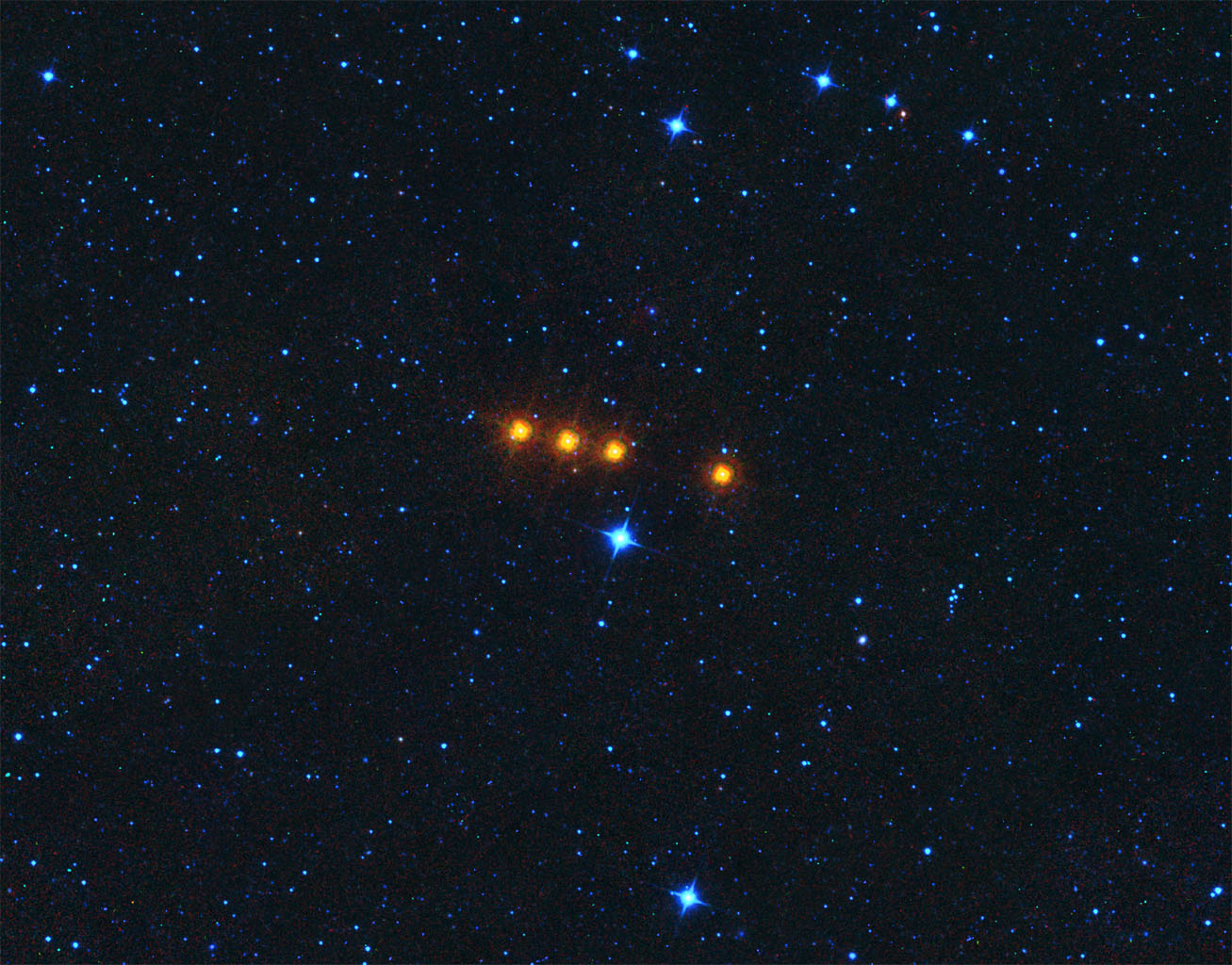
Euphrosyne در نور مرئی کاملاً تاریک است، اما در طول موج های فروسرخ به شدت می درخشد. سیارک Euphrosyne در این نمای تایم لپس از فضاپیمای WISE ناسا روی میدانی از ستارگان پس زمینه می چرخد. WISE تصاویر مورد استفاده برای ایجاد این منظره را در یک دوره زمانی حدوداً یک روزه در حدود 17 مه 2010 به دست آورد که طی آن چهار بار این سیارک را مشاهده کرد. از آنجایی که WISE (در سال 2013 به NEOWISE تغییر نام داد) یک تلسکوپ مادون قرمز است، گرمای سیارک ها را حس می کند.

سیارک ۳۱ (به انگلیسی: 31 Euphrosyne) سی و یکمین سیارک کشف شده‌است که در ۱ سپتامبر ۱۸۵۴ و در واشینگتن کشف شد.
قدر مطلق سیارک برابر ۶٫۷۴ است.